# Lac Charpeney
Lac Charpeney är en sjö i Kanada.   Den ligger i regionen Côte-Nord och provinsen Québec, i den östra delen av landet, 1 100 km nordost om huvudstaden Ottawa. Lac Charpeney ligger 541 meter över havet. Arean är 3,6 kvadratkilometer. Den sträcker sig 6,1 kilometer i nord-sydlig riktning, och 4,6 kilometer i öst-västlig riktning.
I omgivningarna runt Lac Charpeney växer i huvudsak barrskog. Trakten runt Lac Charpeney är nära nog obefolkad, med mindre än två invånare per kvadratkilometer.